# 奥田浩也
奥田浩也（おくだ ひろや、1986年10月21日 - ）は、東日本トップクラブリーグDiv.1北海道バーバリアンズに所属するラグビー選手。 

## プロフィール
- 奈良県出身[1]。
- ポジションはフルバック(FB)、ウィング(WTB)。
- 身長 181cm、体重 83kg

## 略歴
2005年、御所工業高校卒業後、明治大学に入る。なお御所工業高校時代に花園に1回出場している。
2009年、明治大学卒業後、三洋電機ワイルドナイツに加入し、2シーズンプレーした。
2011年、釜石シーウェイブスに加入。4シーズンプレーした。また同年9月11日に行われたトップイーストリーグDiv.1第１節の日野自動車レッドドルフィンズ戦に先発出場で公式戦初出場を果たす。